# 加拿大銅管合奏團
加拿大銅管合奏團（英語：Canadian Brass）是加拿大一個銅管五重奏合奏團，在1970年由查爾斯·戴倫巴克（Charles "Chuck" Daellenbach）和吉恩·沃茨（Gene Watts）成立。加拿大銅管合奏團經常巡迴演出，並進行過很多銅管樂五重奏改編的原創作品。

## 歷史
加拿大銅管合奏團在1972年舉行他們第一個歐洲巡迴演出。他們在1975年於華盛頓特區的肯尼迪中心舉行他們的美國首演。在1977年，他們當時的總理皮埃爾·埃利奧特·特魯多（Pierre Elliott Trudeau）被到中國作為加拿大和中國的文化交流。該團選擇和發送由多對這種文化的使命。他們是中國文化大革命後第一批獲准進入中國的西方古典音樂家。在1979年，加拿大銅管合奏團成為卡內基音樂廳（Carnegie Hall）第一個在主舞台演出的室內樂團。

## 成員
現任成員
- 查爾斯·戴倫巴克（Charles Daellenbach / Charles "Chuck" Daellenbach），大號（1970年至今）
- 布兰登·赖德诺尔（Brandon Ridenour），小號（2005年至今）
- 克里斯·科莱蒂[5]（Chris Coletti）（2009年至今），小號
- 埃里克·里德[6]（Eric Reed） (2010年至今)，法國號
- 阿希莱斯·利亚马科普洛斯（Achilles Liarmakopoulos），長號，（2011年至今）

## 外部連結
- 加拿大銅管合奏團官方網站（页面存档备份，存于）
- 加拿大銅管合奏團音樂會日程